# Chiesa della Deposizione della Veste
La chiesa della Deposizione della Veste (in russo Церковь Ризоположения?, Cerkovʾ Rizopoloženija), ufficialmente chiesa della Deposizione della Veste della Santissima Madre di Dio (in russo Церковь Положения Ризы Пресвятой Богородицы?, Cerkovʾ Položenija Rizy Presviatoj Bogorodicy), è una chiesa situata nella piazza delle Cattedrali nel Cremlino di Mosca.

## Storia e descrizione
Fu cominciata nel 1484 da maestri provenienti da Pskov, probabilmente dello stesso gruppo di architetti che costruirono l'adiacente cattedrale dell'Annunciazione.
La chiesa fu costruita sul sito di una precedente chiesa, costruita dal metropolita Iona nel 1451. Il nome della chiesa è stato tradotto in vari modi, come chiesa della Veste della Vergine, chiesa della Deposizione della Sacra Veste di Nostra Signora, chiesa del Velo o semplicemente chiesa della Deposizione; esso si riferisce a una festa risalente al V secolo a.C., che celebra quando la veste della Vergine Maria fu portata dalla Palestina a Costantinopoli, dove protesse la città dalle conquiste. Ad esempio, la tradizione dice che durante l'Assedio di Costantinopoli dell'860 il patriarca pose la Veste della Vergine nel mare, provocando una tempesta che distrusse le navi degli invasori russi.
Un'iconostasi di quattro livelli, creata da Nazary Istomin Savin nel 1627, è stata preservata nella chiesa, e ha degli affreschi dipinti da Ivan Borisov, Sidor Pospeev e Semyon Abramov nel 1644.
In origine, la chiesa funse da cappella privata del patriarca di Mosca, ma durante la metà del diciassettesimo secolo fu rilevata dalla famiglia reale russa. La chiesa fu gravemente danneggiata in un incendio nel 1737 (lo stesso incendio che ruppe la Campana dello Zar).

## Galleria d'immagini

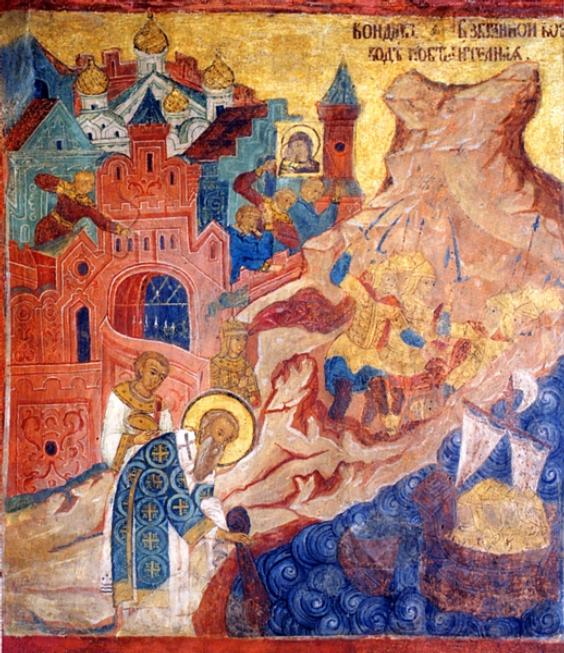
Un affresco che mostra l'imperatore bizantino Michele III e il patriarca Fozio deporre il velo della Theotókos in mare.

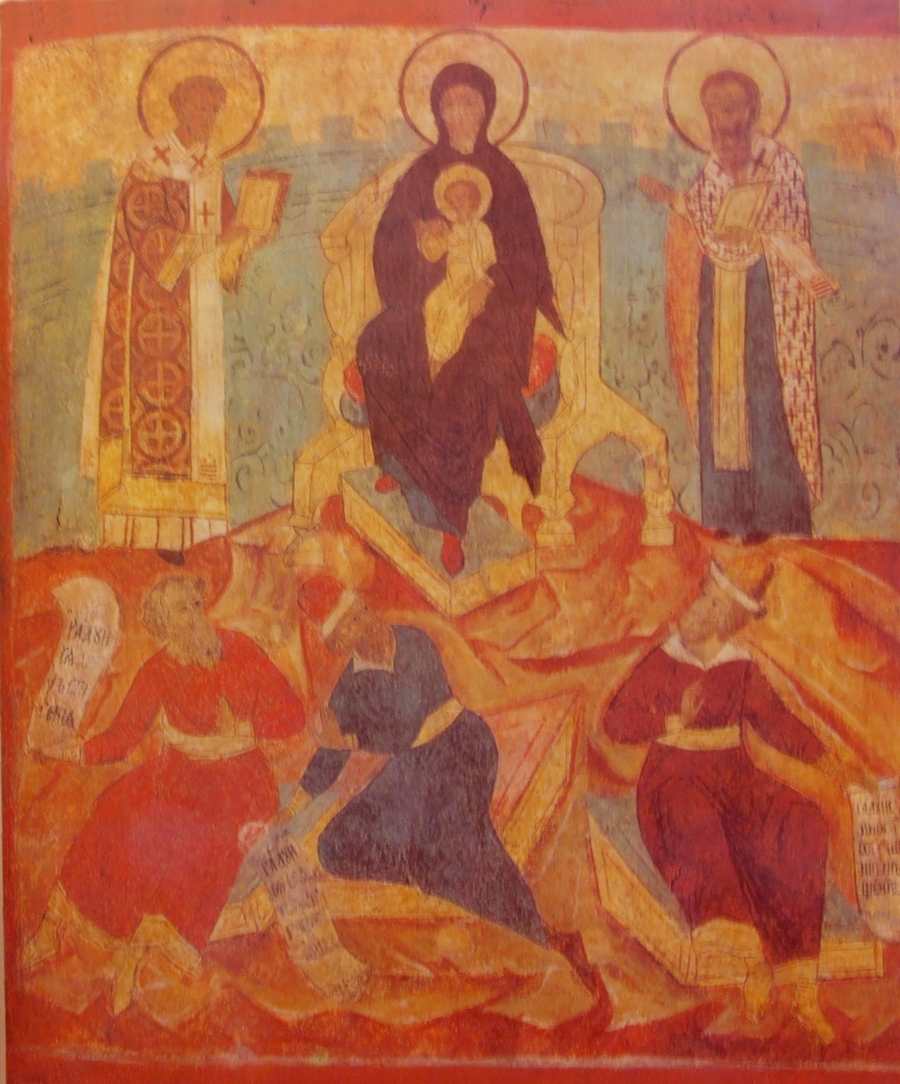
Icona dell'Akathistos della Theotókos
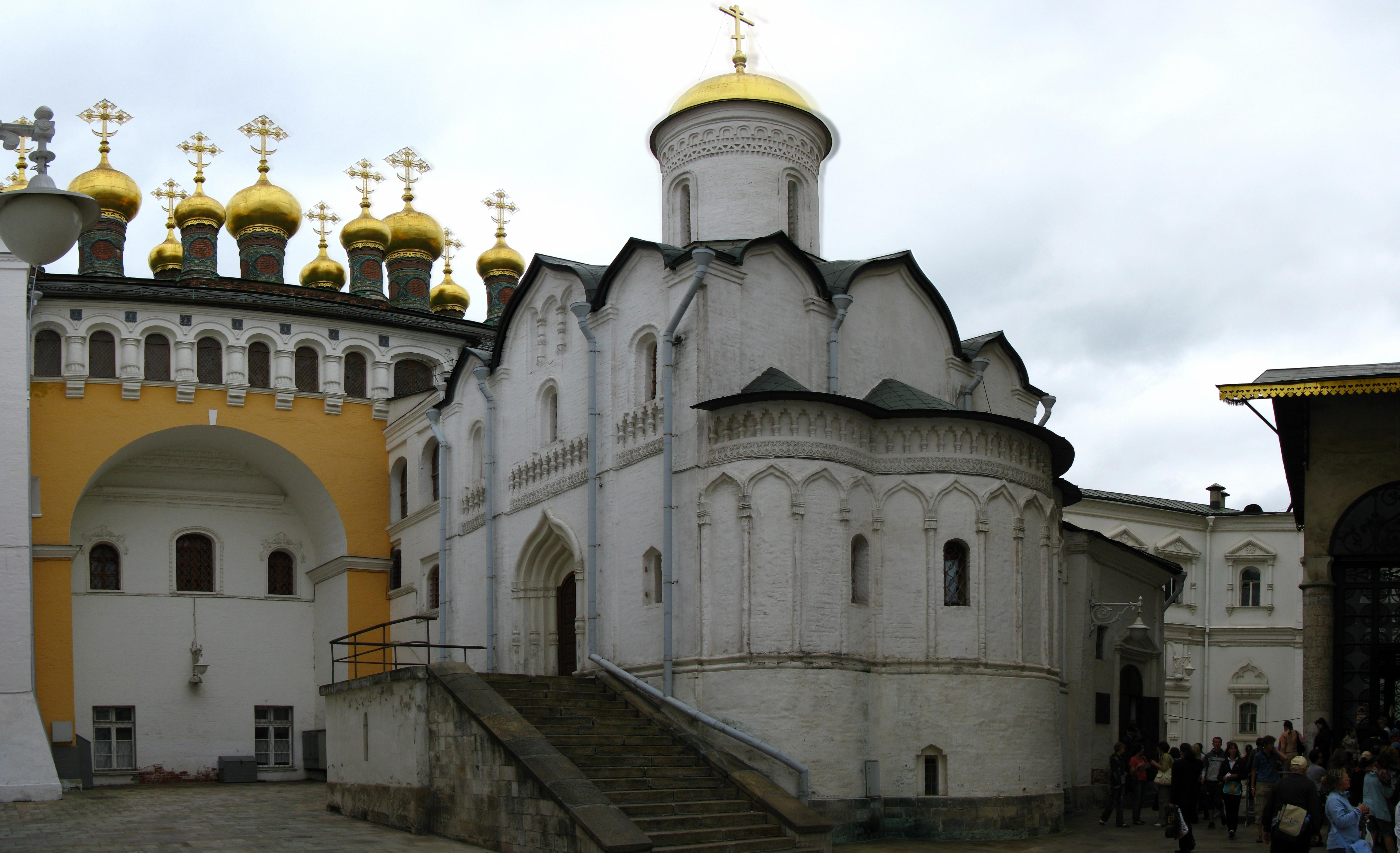
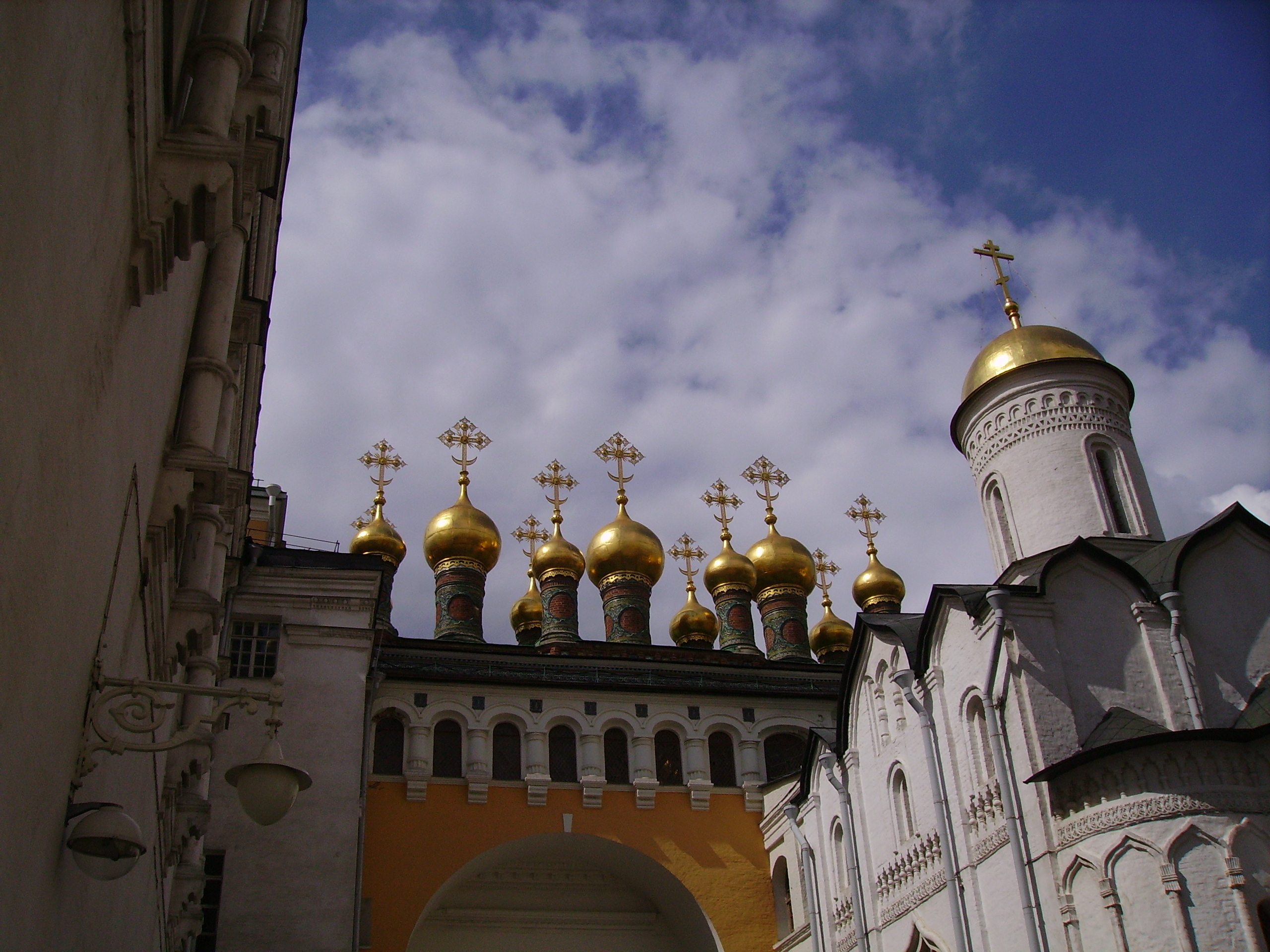